# Chromis cinerascens
Chromis cinerascens là một loài cá biển thuộc chi Chromis trong họ Cá thia. Loài này được mô tả lần đầu tiên vào năm 1830.

## Từ nguyên
Từ định danh cinerascens được ghép bởi hai âm tiết trong tiếng Latinh: cinereus (có màu xám tro) và hậu tố escens ("trở nên"), hàm ý đề cập đến màu xám lục nhạt của loài cá này.

## Phạm vi phân bố và môi trường sống
Từ Sri Lanka, C. cinerascens được phân bố trải dài về phía đông đến Bangladesh, biển Andaman và vùng biển các nước Đông Nam Á, ngược lên phía bắc đến đảo Đài Loan, giới hạn phía nam đến Tây Úc. Ở Việt Nam, loài này được ghi nhận tại vịnh Bắc Bộ, rải rác ở bờ biển Trung Bộ và Nam Bộ, cũng như tại quần đảo Trường Sa.
C. cinerascens được tìm thấy trên các rạn san hô gần bờ, thường ở vùng nước rất đục do loài này ưa sống trên nền đáy bùn với dòng chảy mạnh, độ sâu khoảng 3–15 m.

## Mô tả
C. cinerascens có chiều dài cơ thể lớn nhất được ghi nhận là 13 cm. Cơ thể có màu lục xám đến nâu xám, ánh vàng ở vùng thân sau đầu. Các vây có màu trắng (đặc biệt là vây bụng và vây hậu môn).
Số gai ở vây lưng: 13; Số tia vây ở vây lưng: 11–12; Số gai ở vây hậu môn: 2; Số tia vây ở vây hậu môn: 11–14; Số tia vây ở vây ngực: 15–17; Số gai ở vây bụng: 1; Số tia vây ở vây bụng: 5; Số vảy đường bên: 12–14; Số lược mang: 26–30.

## Sinh thái học
Thức ăn của C. cinerascens là động vật phù du. Cá đực có tập tính bảo vệ và chăm sóc trứng; trứng có độ dính và bám vào nền tổ.